# Stalkogelspin
De stalkogelspin (Theridion blackwalli) is een spinnensoort in de taxonomische indeling van de kogelspinnen (Theridiidae).
Het dier komt uit het geslacht Theridion. Theridion blackwalli werd in 1871 beschreven door Octavius Pickard-Cambridge.